# HD 6269
HD 6269，又名CD-30 325，SAO 166774、HR 300，是一颗恒星，视星等为6.29，位于銀經256.19，銀緯-86.46，其B1900.0坐标为赤經0h 58m 31.2s，赤緯-30° -86.46′ 45″。